# Bitwa pod Fontenoy-en-Puisaye

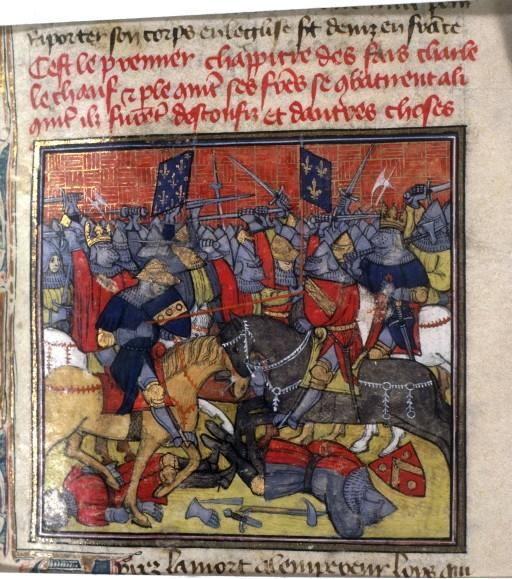
Grafika przedstawiająca bitwę z XIV wieku, autorstwa anonima

Bitwa pod Fontenoy-en-Puisaye – starcie zbrojne, które miało miejsce w dniu 25 czerwca 841 roku.
Po śmierci cesarza Franków Ludwika Pobożnego w roku 840 o władzę zaczęli ubiegać się jego trzej synowie: Lotar I, Karol II Łysy i Ludwik Niemiecki.
Najsilniejszą pozycję zajmował Lotar I, którego wsparł dodatkowo Pepin II Akwitański (syn Pepina I) wzniecając bunt przeciwko Karolowi Łysemu. W tym czasie Ludwik zwany Niemieckim uwikłany był w walki ze zbuntowanymi Sasami.
Po wielu zabiegach dyplomatycznych Karol porozumiał się w końcu ze swym bratem Ludwikiem. Wiosną 841 r. ich wojska połączyły się w pobliżu Auxerre.
25 czerwca wojska Lotara i Pepina II z jednej strony a Karola i Ludwika z drugiej starły się w Fontenoy-en-Puisaye koło Auxerre. Była to jedna z największych bitew epoki karolińskiej, która pochłonęła wiele tysięcy ofiar. Lotar poniósł klęskę i zbiegł do Akwizgranu. Dopiero w następnym roku obaj zwycięzcy bracia porozumieli się z Lotarem i podzielili królestwo na 3 części.